# Tony Hoare
()
Charles Antony Richard Hoare, detto Tony (Colombo, 11 gennaio 1934), è un informatico britannico.
Ha trovato larga fama grazie alla scoperta, nel 1960, del quicksort, l'algoritmo di ordinamento più usato al mondo. Egli ha anche sviluppato le logiche di Hoare, atte a verificare la correttezza dei programmi, e il linguaggio formale Communicating Sequential Processes (CSP) usato per specificare interazioni tra processi concorrenti.

## Biografia

### Origini e formazione
Nato a Colombo (Ceylon, attualmente Sri Lanka) da genitori inglesi, ha ottenuto la laurea in lettere dalla Università di Oxford (Merton College) nel 1956. Rimase poi un anno a Oxford a studiare statistica avanzata, prestando servizio civile nella Marina (1956–1958), dove imparò il russo. In seguito studiò la traduzione su elaboratore dei linguaggi naturali all'Università statale di Mosca in Unione Sovietica presso la scuola di Kolmogorov.
Nel 1960, lasciò l'Unione Sovietica e iniziò a lavorare alla Elliott Brothers, Ltd, una piccola casa di produzione di computer, dove implementò il linguaggio di programmazione ALGOL 60 e iniziò a sviluppare algoritmi. Nel 1968 diventò professore di Scienze Computazionali alla Queen's University of Belfast e nel 1977 tornò ad Oxford ricoprendo la medesima carica. Inoltre guidò un gruppo di ricerca sulla programmazione nel Laboratorio di Computazione dell'università. È tuttora professore ad Oxford ed esegue ricerche per il gruppo Microsoft a Londra.

## Premi
- Nel 1980 ha ricevuto il Premio Turing per "il suo fondamentale contributo alla definizione e al design dei linguaggi di programmazione".
- Nel 1981 ottenne l'H. Goode Memorial Award.
- Nel 1987 gli fu conferito il Dottorato ad honorem dalla Queen's University di Belfast.
- Nel 2007 gli fu conferito il Dottorato ad honorem dal Dipartimento di informatica Università di Atene.

## Libri
- O.-J. Dahl, Edsger Dijkstra and C. A. R. Hoare, Structured Programming, Academic Press, 1972
- C. A. R. Hoare, Communicating Sequential Processes (online at  Archiviato il 1º febbraio 2021 in Internet Archive. in PDF format), Prentice Hall International Series in Computer Science, 1985
- C. A. R. Hoare and M. J. C. Gordon, Mechanised Reasoning and Hardware Design, Prentice Hall International Series in Computer Science, 1992
- C. A. R. Hoare and He Jifeng, Unifying Theories of Programming, Prentice Hall International Series in Computer Science, 1998

## Ascendenza
|                                |                           |                          | Genitori                |  |  | Nonni |  |  | Bisnonni     |  |  | Trisnonni           |  |
|                                |                           |                          |                         |  |  |       |  |  | Arthur Hoare |  |  | Charles James Hoare |  |
|                                |                           |                          |                         |  |  |       |  |  | Arthur Hoare |  |  | Charles James Hoare |  |
|                                |                           | Jane Isabella Holden     |                         |  |  |       |  |  | Arthur Hoare |  |  |                     |  |
| Arthur Fanshawe Hoare          |                           |                          |                         |  |  |       |  |  | Arthur Hoare |  |  |                     |  |
|                                |                           | Maria Faithfull Fanshawe | Charles Robert Fanshawe |  |  |       |  |  |              |  |  |                     |  |
|                                |                           | Maria Faithfull Fanshawe | Charles Robert Fanshawe |  |  |       |  |  |              |  |  |                     |  |
|                                |                           | Maria Faithfull Fanshawe | Patty Faithfull         |  |  |       |  |  |              |  |  |                     |  |
| Henry Samuel Malortie Hoare    |                           | Maria Faithfull Fanshawe |                         |  |  |       |  |  |              |  |  |                     |  |
|                                |                           | …                        | …                       |  |  |       |  |  |              |  |  |                     |  |
|                                |                           | …                        | …                       |  |  |       |  |  |              |  |  |                     |  |
|                                |                           | …                        | …                       |  |  |       |  |  |              |  |  |                     |  |
| Gertrude Jane Katharine Harrow |                           | …                        |                         |  |  |       |  |  |              |  |  |                     |  |
|                                |                           | …                        | …                       |  |  |       |  |  |              |  |  |                     |  |
|                                |                           | …                        | …                       |  |  |       |  |  |              |  |  |                     |  |
|                                |                           | …                        | …                       |  |  |       |  |  |              |  |  |                     |  |
| Tony Hoare                     |                           | …                        |                         |  |  |       |  |  |              |  |  |                     |  |
|                                | Frederick Ernest Villiers | Henry Montagu Villiers   |                         |  |  |       |  |  |              |  |  |                     |  |
|                                | Frederick Ernest Villiers | Henry Montagu Villiers   |                         |  |  |       |  |  |              |  |  |                     |  |
|                                | Frederick Ernest Villiers | Amelia Maria Hulton      |                         |  |  |       |  |  |              |  |  |                     |  |
| Evelyn Charles Villiers        | Frederick Ernest Villiers |                          |                         |  |  |       |  |  |              |  |  |                     |  |
|                                |                           | Jane Isabella Baird      | Douglas Baird           |  |  |       |  |  |              |  |  |                     |  |
|                                |                           | Jane Isabella Baird      | Douglas Baird           |  |  |       |  |  |              |  |  |                     |  |
|                                |                           | Jane Isabella Baird      | Charlotte Acton         |  |  |       |  |  |              |  |  |                     |  |
| Marjorie Francis Villiers      |                           | Jane Isabella Baird      |                         |  |  |       |  |  |              |  |  |                     |  |
|                                |                           | George Howard Moore Lane | …                       |  |  |       |  |  |              |  |  |                     |  |
|                                |                           | George Howard Moore Lane | …                       |  |  |       |  |  |              |  |  |                     |  |
|                                |                           | George Howard Moore Lane | …                       |  |  |       |  |  |              |  |  |                     |  |
| Dorothy Katherine Lane         |                           | George Howard Moore Lane |                         |  |  |       |  |  |              |  |  |                     |  |
|                                |                           | Mary Theodosia de Courcy | Admiral de Courcy       |  |  |       |  |  |              |  |  |                     |  |
|                                |                           | Mary Theodosia de Courcy | Admiral de Courcy       |  |  |       |  |  |              |  |  |                     |  |
|                                |                           | Mary Theodosia de Courcy | Sybella Blackler Morris |  |  |       |  |  |              |  |  |                     |  |
|                                |                           | Mary Theodosia de Courcy |                         |  |  |       |  |  |              |  |  |                     |  |